# Deutsche Fußballmeisterschaft der B-Junioren 1991/92
Die deutsche B-Jugendmeisterschaft 1992 war die 16. Auflage dieses Wettbewerbes. Meister wurde Bayer 04 Leverkusen, das im Finale den 1. FC Kaiserslautern mit 2:1 besiegte. Erstmals nahmen an der Endrunde Mannschaften aus den Neuen Bundesländern teil.

## Teilnehmende Mannschaften
| Regionalverband Nord                                                                                                 | Regionalverband West                                                                                      | Regionalverband Südwest                                                                    | Regionalverband Süd | Regionalverband Nordost |
| --- | --- | ------------------------------------------------------------------------------------------ | --- | --- |
| - Schleswig-Holstein: 1. FC Phönix Lübeck - Hamburg: Hamburger SV - Bremen: Werder Bremen - Niedersachsen: VfL Stade | - Westfalen: FC Schalke 04 - Mittelrhein: TSV Bayer 04 Leverkusen - Niederrhein: Borussia Mönchengladbach | - Rheinland: Eintracht Trier - Südwest: 1. FC Kaiserslautern - Saarland: 1. FC Saarbrücken | - Hessen: Kickers Offenbach - Baden: Karlsruher SC - Südbaden: SC Freiburg - Württemberg: VfB Stuttgart - Bayern: 1. FC Nürnberg | - Mecklenburg-Vorpommern: FC Hansa Rostock - Brandenburg: BSV Stahl Brandenburg - Berlin: FC Hertha 03 Zehlendorf - Sachsen-Anhalt: 1. FC Magdeburg - Thüringen: FC Rot-Weiß Erfurt - Sachsen: 1. FC Dynamo Dresden |

## Vorrunde
Hinspiele: So 14.06. Rückspiele: Sa/So 20./21..06.
|                     | Gesamt |                          | Hinspiel | Rückspiel |
| ------------------- | ------ | ------------------------ | -------- | --------- |
| Gruppe Nord-West:   |        |                          |          |           |
| 1. FC Magdeburg     | 01:11  | Hamburger SV             | 1:4      | 0:7       |
| FC Hansa Rostock    | 5:0    | BSV Stahl Brandenburg    | 3:0      | 2:0       |
| VfL Stade           | 06:13  | Borussia Mönchengladbach | 3:7      | 3:6       |
| Gruppe Süd-Südwest: |        |                          |          |           |
| 1. FC Saarbrücken   | 5:4    | Rot-Weiß Erfurt          | 3:2      | 2:2       |
| SV Eintracht Trier  | 0:5    | 1. FC Kaiserslautern     | 0:1      | 0:4       |

## Achtelfinale
Hinspiele: Sa/So 27./28.06. Rückspiele: Sa/So 04./05.07.
|                          | Gesamt |                         | Hinspiel | Rückspiel |
| ------------------------ | ------ | ----------------------- | -------- | --------- |
| Gruppe Nord-West:        |        |                         |          |           |
| Borussia Mönchengladbach | 3:2    | FC Hansa Rostock        | 1:1      | 2:1       |
| SV Werder Bremen         | 02:10  | TSV Bayer 04 Leverkusen | 1:4      | 1:6       |
| FC Schalke 04            | 13:10  | 1. FC Phönix Lübeck     | 4:0      | 9:1       |
| Hamburger SV             | 3:4    | FC Hertha 03 Zehlendorf | 0:0      | 3:4       |
| Gruppe Süd-Südwest:      |        |                         |          |           |
| VfB Stuttgart            | 4:3    | Kickers Offenbach       | 1:1      | 3:2       |
| SC Freiburg              | 2:0    | 1. FC Saarbrücken       | 1:0      | 1:0       |
| Karlsruher SC            | 5:3    | 1. FC Dynamo Dresden    | 4:1      | 1:2       |
| 1. FC Kaiserslautern     | 2:1    | 1. FC Nürnberg          | 2:1      | 0:0       |

## Viertelfinale
Hinspiele: Mi 08.07. Rückspiele: So 12.07.
|                          | Gesamt          |                         | Hinspiel | Rückspiel |
| ------------------------ | --------------- | ----------------------- | -------- | --------- |
| Gruppe Nord-West:        |                 |                         |          |           |
| Borussia Mönchengladbach | 3:3 (6:7 i. E.) | TSV Bayer 04 Leverkusen | 1:1      | 2:2       |
| FC Schalke 04            | 10:40           | FC Hertha 03 Zehlendorf | 5:1      | 5:3       |
| Gruppe Süd-Südwest:      |                 |                         |          |           |
| VfB Stuttgart            | 7:1             | SC Freiburg             | 6:1      | 1:0       |
| Karlsruher SC            | 0:5             | 1. FC Kaiserslautern    | 0:1      | 0:4       |

## Halbfinale
Hinspiele: Mi 15.07. Rückspiele: So 19.07.
|                         | Gesamt |                      | Hinspiel | Rückspiel |
| ----------------------- | ------ | -------------------- | -------- | --------- |
| Gruppe Nord-West:       |        |                      |          |           |
| TSV Bayer 04 Leverkusen | 4:2    | FC Schalke 04        | 2:0      | 2:2       |
| Gruppe Süd-Südwest:     |        |                      |          |           |
| VfB Stuttgart           | 0:4    | 1. FC Kaiserslautern | 0:2      | 0:2       |

## Finale
| TSV Bayer 04 Leverkusen                                                      | TSV Bayer 04 Leverkusen | 1. FC Kaiserslautern | 1. FC Kaiserslautern |
| ---------------------------------------------------------------------------- | --- | --- | -------------------- |
| TSV Bayer 04 Leverkusen                                                      | \| Sonntag, 26. Juli 1992 um 11:00 Uhr in Leverkusen (Ulrich-Haberland-Stadion) \| \| Ergebnis: 2:1 (0:0) \| \| Zuschauer: 5.500 \| \| Schiedsrichter: Rainer Boos (Friedrichsdorf) \|                                                                | \| Sonntag, 26. Juli 1992 um 11:00 Uhr in Leverkusen (Ulrich-Haberland-Stadion) \| \| Ergebnis: 2:1 (0:0) \| \| Zuschauer: 5.500 \| \| Schiedsrichter: Rainer Boos (Friedrichsdorf) \|                                                  | 1. FC Kaiserslautern |
| TSV Bayer 04 Leverkusen                                                      | Daniel Ischdonat – Daniel Addo – Martin Dawitschek, Tom Cichon – René Hahn, Markus Voike, Enis Brcvak, Christoph Chylla, Markus Poppelreuter (62. Nguyen von Chung) – Markus Skamrahl (79. Markus Stalmach), Sebastian Barnes Cheftrainer: Jörg Voigt | Sascha Broucke – Thomas Riedl – Thorsten Wischang, Mario Becker – Thorsten Wendling (68. Gratwohl), Markus Bernd, Steffen Volz, Johannes Ruth, Schäfer (59. Christian Kaes) – Ingo Dörr, Mischa Lautenschläger Cheftrainer: Ernst Diehl | 1. FC Kaiserslautern |
| TSV Bayer 04 Leverkusen                                                      | 1:0 Enis Brcvak (57.) 2:0 Markus Skamrahl (64.) | 2:1 Mischa Lautenschläger (77.) | 1. FC Kaiserslautern |
| TSV Bayer 04 Leverkusen                                                      | Barnes | Volz | 1. FC Kaiserslautern |
| TSV Bayer 04 Leverkusen                                                      | Zeitstrafe: Cichon (5.) | Zeitstrafe: Becker (20.) | 1. FC Kaiserslautern |
| Sonntag, 26. Juli 1992 um 11:00 Uhr in Leverkusen (Ulrich-Haberland-Stadion) | | |                      |
| Ergebnis: 2:1 (0:0)                                                          | | |                      |
| Zuschauer: 5.500                                                             | | |                      |
| Schiedsrichter: Rainer Boos (Friedrichsdorf)                                 | | |                      |